# Janina Ramirez
Janina Ramirez auch Nina Ramirez (* 1980) ist eine britische Kultur- und Kunsthistorikerin, TV-Moderatorin und Dozentin.

## Leben
Janina Ramirez wurde in eine irisch-polnische, römisch-katholische Familie geboren. Ihr Interesse für englische Literatur begann in jungen Jahren mit einer Spezialisierung in Alt- und Mittelenglisch. Ein Diplom im Bereich englischer Sprachwissenschaft erwarb sie am St Anne’s College. Sie war wissenschaftlich im Bereich der Mediävistik an der University of York tätig, wo sie über Kunstgeschichte dozierte. Fachartikel veröffentlicht sie in der Fachzeitschrift Gesta. Janina Ramirez dozierte über ihre Forschungsarbeit an der Universität von Warwick und an der Universität von Winchester. In ihrer Doktorarbeit befasste sie sich fächerübergreifend mit Kunst- und Literaturgeschichte, ihr Hauptthema war die Symbolik des Vogels in der angelsächsischen Kunstgeschichte.
Ramirez ist wissenschaftlich ebenso in den Fachbereichen der Paläografie und Archäologie sowie sprachlich im Bereich des Latein aktiv. An der Universität Oxford ist sie Kursleiterin für Kunstgeschichte. Für die BBC moderierte sie bisher viele Geschichtsdokumentationen, die auf BBC2 und BBC4 ausgestrahlt wurden. Die TV-Dokumentationen befassen sich überwiegend mit der englischen Geschichte, vor allem stehen die sakrale Kunst- und Kulturgeschichte der Angelsachsen und Normannen in Großbritannien im Fokus ihrer Forschungsergebnisse, die dem breiten Publikum nähergebracht werden. Zudem veröffentlichte Ramirez mit der BBC eine TV-Dokumentation über die Heilige Juliana von Norwich. Die Dokumentation Der Hundertjährige Krieg wurde im deutschsprachigen Raum im Dezember 2015 auf ZDFinfo ausgestrahlt.

## Privates
Janina Ramirez ist Mutter zweier Kinder, einer Tochter und eines Sohnes. Ihr Ehemann ist Spanier. Mit ihrer Familie lebt sie in Woodstock in der Nähe von Oxford.

## Werke

### Bücher
- Femina. Eine neue Geschichte des Mittelalters aus Sicht der Frauen. Aus dem Englischen von Karin Schuler. Aufbau, Berlin 2023, ISBN 978-3-351-04181-6[1]

### Dokumentationen
- Treasures of the Anglo-Saxons, 2010
- The Viking Sagas, 2011
- Britain's Most Fragile Treasure, 2011
- Illuminations: The Private Lives of Medieval Kings, 2012
- Chivalry and Betrayal: The Hundred Years' War, 2013
- Architects of the Divine: The First Gothic Age, 2014
- Saints and Sinners: Britain's Millennium of Monasteries, 2015
- The Quizeum, 2015
- The Search for the Lost Manuscript: Julian of Norwich, 2016
- Handmade in Bolton, vierteilige Miniserie, 2019